# One Man Army
One Man Army is een Amerikaanse punkband uit San Francisco, Californië. De band werd opgericht in 1996 en opgeheven in 2005, waarna de band weer verderging in 2011. De band werd opgemerkt door Billie Joe Armstrong, en het debuutalbum van de band (Dead End Stories) werd uiteindelijk uitgegeven via Armstrong's platenlabel Adeline Records.

## Geschiedenis
De band bestond in eerste instantie uit gitarist en zanger Jack Dalrymple, drummer Brandon Pollack, en basgitarist James Kotter. Toen de band werd opgeheven bestond het uit zanger Jack Dalrymple, basgitarist en zanger Heiko Schrepel en drummer Chip Hanna.
In 2011 werd bekendgemaakt op de website van Adeline Records dat de leden van One Man Army weer bij elkaar waren gekomen, en dat het label van plan was om de eerste twee albums van de band opnieuw uit te geven. De line-up bestond toen uit Jack Dalrymple, Heiko Schrepel, en Brandon Pollack.  Een ep genaamd "She's an Alarm" werd uitgegeven in augustus 2012. "She's An Alarm" en de twee eerste albums van de band werden ook in augustus digitaal uitgegeven.
Op 6 april 2015 werd bekendgemaakt dat basgitarist Heiko Schrepel was overleden.

## Discografie

### Albums
- Dead End Stories (1998, Adeline Records)
- Last Word Spoken (2000, Adeline Records)
- Rumors and Headlines (2002, BYO Records)

### Ep's
- Shooting Blanks
- Bootlegger's Son, TKO Records
- Fat Club #12, Fat Wreck Chords (2001)
- BYO Split Series, Vol. 5 (split met Alkaline Trio), BYO Records (2004)
- She's An Alarm, Adeline Records (2012)

### Dvd
- One Man Army: The Show Must Go Off (2003 door Kung Fu Records)